# František Hobizal
František Hobizal (10. března 1933, České Budějovice – 8. července 2001, Bavorov) byl český římskokatolický kněz a spisovatel, autor knih zabývajících se náboženskými tématy, historií a Šumavou. Vysvěcen na kněze byl roku 1956.
Zasloužil se o rozvoj poutního kostela na Lomečku. V roce 2000 byl jmenován čestným kanovníkem Katedrální kapituly u sv. Mikuláše v Českých Budějovicích.
Po celý život byl skautem, jeho skautská přezdívka byla Kukůskůs, mezi trampy se mu říkalo Mamakona. Jeho poslední působiště bylo v Bavorově a Bílsku.

## Dílo
- Apoštolský poutník. Vimperk ; Kostelní Vydří : Viener ; Karmelitánská spiritualita, 1992. 125 s. ISBN 80-900806-1-8.
- Dopisy z Brazílie : o ctnostech a nectnostech. Kostelní Vydří : Karmelitánské nakladatelství, 1995. 182 s. ISBN 80-7192-009-6.
- Schreinerské kořeny : šumavská črta. České Budějovice : Sdružení sv. Jana Neumanna, 1996. 111 s. ISBN 80-901602-5-5.
- Schöningerské pastviny : šumavská novela. Prachatice : Galerie Nahoře, 1997. 101 s. ISBN 80-238-0519-3.
- Budějovické nálady. Rudolfov : Jelmo, 1997. 59 s. ISBN 80-238-1232-7.
- Volání budějovických zvonů. Rudolfov : Jelmo, 1998. 60 s. ISBN 80-238-3146-1.
- Údolí Vogelsang. Sušice : Radovan Rebstöck, 1999. 112 s. ISBN 80-85301-70-9.
- Moje Doudlebsko : putování duše nejmilejším krajem. Rudolfov : Jelmo, 1999. 65 s. ISBN 80-238-5142-X.
- Bomby na Budějovice. Borovany : Jelmo, 2000. 73 s. ISBN 80-238-5393-7.
- Moje Strážsko. Borovany : Jelmo, 2001. 42 s. ISBN 80-239-0708-5.
- Svatá země s Františkem Hobizalem. Kostelní Vydří : Karmelitánské nakladatelství, 2001. 91 s. ISBN 80-7192-635-3.
- Cesta k nebi. Kostelní Vydří : Karmelitánské nakladatelství, 2001. 132 s. ISBN 80-7192-649-3.
- Humor v církvi dovolen. Kostelní Vydří : Karmelitánské nakladatelství, 2002. 99 s. ISBN 80-7192-644-2. 2. vyd. Kostelní Vydří : Karmelitánské nakladatelství, 2008. 127 s. ISBN 978-80-7195-242-8.
- Šumavská trilogie. Kostelní Vydří : Karmelitánské nakladatelství, 2004. 359 s. ISBN 80-7192-729-5. (soubor dříve samostatně vydaných povídek Schreinerské kořeny, Schöningerské pastviny a Údolí Vogelsang)
- Annáš. Kostelní Vydří : Karmelitánské nakladatelství, 2004. 279 s. ISBN 80-7192-712-0.
- Budějovická trilogie. Kostelní Vydří : Karmelitánské nakladatelství, 2007. 151 s. ISBN 978-80-7195-103-2. (soubor dříve vydaných děl Budějovické nálady, Volání budějovických zvonů a Bomby na Budějovice)